# 平成6年台風第20号
平成6年台風第20号（へいせい6ねんたいふうだい20ごう）もしくは ハリケーン・ジョン（Hurricane John）は、1994年8月にハリケーンとして発生後、東経域に入って一時的に台風となった越境台風である。熱帯低気圧としては、2023年のサイクロン・フレディに記録を破られるまで史上最長となる寿命を記録した。

## 概要

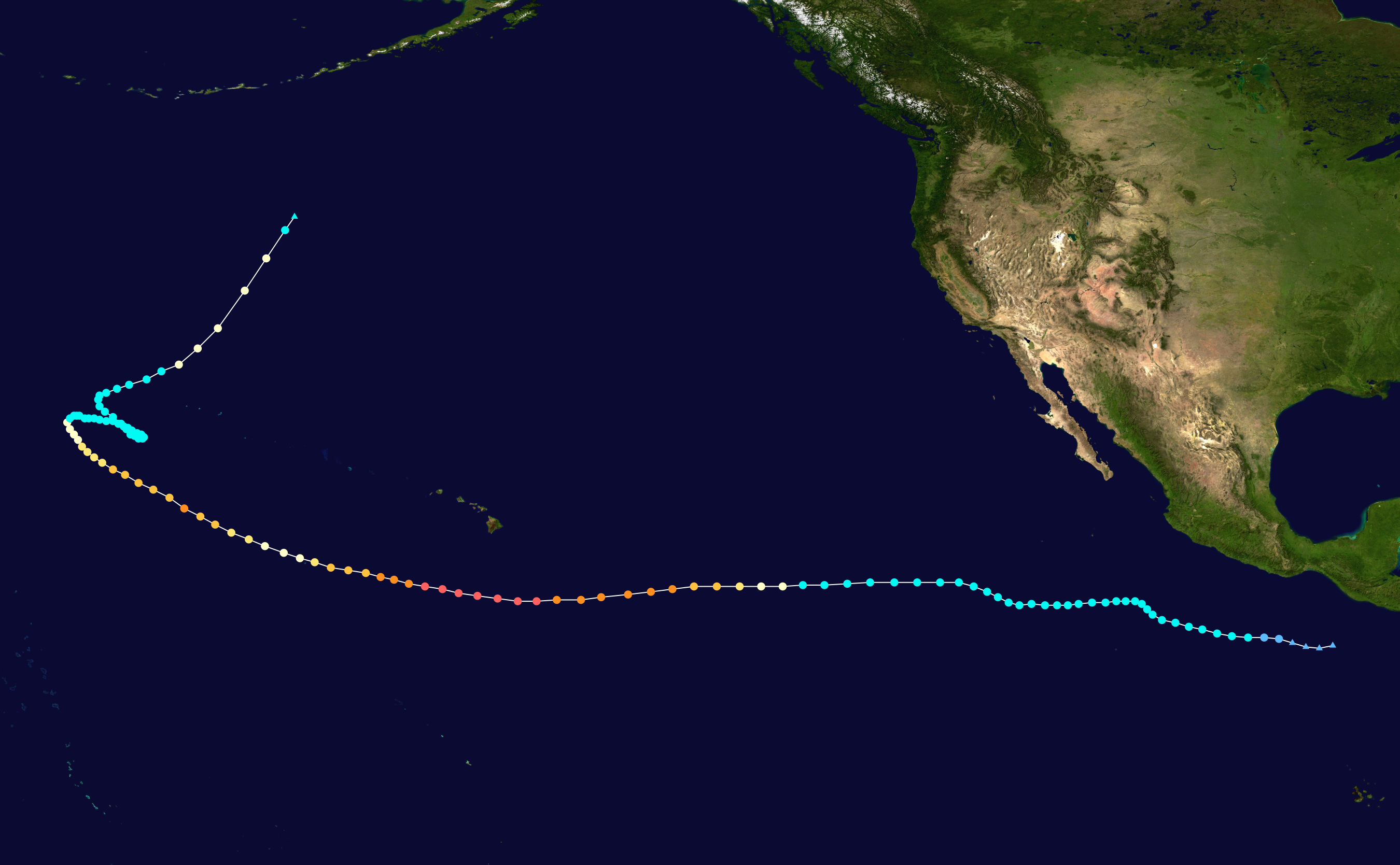
進路図

1994年8月11日にハリケーン・ジョンが発生し、当初は西経域である太平洋北東部を西に進んでいたが、28日に国際日付変更線（東経180度線）を越えて東経域に入ったため、越境台風の台風20号となった。しかし、台風はその後もと来たコースを引き返すようにUターンし、9月8日に日付変更線を通過して西経域に戻り、再びハリケーン扱いとなった。すなわち、当初ハリケーンであったものが一時的に台風となり、その後再びハリケーンになったため、2回も越境したことになる。
熱帯低気圧としての生存期間は、史上最長の31日間（4週間以上・ほぼ1ヶ月）に達し、ハリケーンであった期間も30日間と、かなり長かった。また、総移動距離はおよそ13,000kmであり、観測史上最長である。
30日間の間、2回も再発達をし、また3日間は楕円状のルートを通っていた。
なお、越境台風であるため、台風になっても国際名は変更されず、ハリケーンとして発生した際に付けられた「ジョン」という名前が一貫して使われた。